# イタリアの県の一覧

イタリアの州と県

本項では、イタリアの県の一覧（イタリアのけんのいちらん）を示す。2018年11月現在、県（および県相当の区画）は107個あり、20の州に属している。
イタリア共和国の地方行政区画において県（provincia）は、基礎自治体であるコムーネ（comune）の上位、州（regione）の下位にあたる区画である。県と同等の広域行政区画として大都市（Città metropolitana）などがある。
※ 本項では Città metropolitana について、制度を示す場合以外は、仮に「県」と訳する（「○○県」、「県都」など）。
一覧では、州ごとに所属の県を挙げ（配列はいずれも50音順）、県の後に続いて県都（capoluogo）を示す。県都は複数置かれることもある。

## アブルッツォ州
- キエーティ県 - キエーティ
- テーラモ県 - テーラモ
- ペスカーラ県 - ペスカーラ
- ラクイラ県 - ラクイラ（州都）

## ヴァッレ・ダオスタ州（特別自治州）
- （所属県なし） - アオスタ（州都）

かつてアオスタ県が置かれていたが、1948年の特別自治州設置に際して廃止され、県は存在しない。統計などの便宜上、州が県を兼ねており、1つの県とみなされる。

## ヴェネト州
- ヴィチェンツァ県 - ヴィチェンツァ
- ヴェネツィア県（大都市） - ヴェネツィア（州都）
- ヴェローナ県 - ヴェローナ
- トレヴィーゾ県 - トレヴィーゾ
- パドヴァ県 - パドヴァ
- ベッルーノ県 - ベッルーノ
- ロヴィーゴ県 - ロヴィーゴ

## ウンブリア州
- テルニ県 - テルニ
- ペルージャ県 - ペルージャ（州都）

## エミリア＝ロマーニャ州
- パルマ県 - パルマ
- ピアチェンツァ県 - ピアチェンツァ
- フェラーラ県 - フェラーラ
- フォルリ＝チェゼーナ県 - フォルリ
- ボローニャ県（大都市） - ボローニャ（州都）
- モデナ県 - モデナ
- ラヴェンナ県 - ラヴェンナ
- リミニ県 - リミニ
- レッジョ・エミリア県 - レッジョ・エミリア

## カラブリア州
- ヴィボ・ヴァレンツィア県 - ヴィボ・ヴァレンツィア
- カタンザーロ県 - カタンザーロ（州都）
- クロトーネ県 - クロトーネ
- コゼンツァ県 - コゼンツァ
- レッジョ・カラブリア県（大都市） - レッジョ・ディ・カラブリア

## カンパニア州
- アヴェッリーノ県 - アヴェッリーノ
- カゼルタ県 - カゼルタ
- サレルノ県 - サレルノ
- ナポリ県（大都市） - ナポリ（州都）
- ベネヴェント県 - ベネヴェント

## サルデーニャ州（特別自治州）
- オリアストラ県 - ラヌゼーイ、トルトリ
- オリスターノ県 - オリスターノ
- オルビア＝テンピオ県 - オルビア、テンピオ・パウザーニア
- カリャリ県 - カリャリ（州都）
- カルボーニア＝イグレージアス県 - カルボーニア、イグレージアス
- サッサリ県 - サッサリ
- ヌーオロ県 - ヌーオロ
- メディオ・カンピダーノ県 - サンルーリ、ヴィッラチードロ

サルデーニャ自治州では、2016年9月現在、県級行政区画の統廃合のプロセスが進められている。2016年2月に新たな行政区画の設置が行われたが、地方自治上は過渡期である。新制度では、サルデーニャ州の県級行政区画は5（1大都市4県）となる。
- カリャリ県（大都市） - カリャリ（州都）
- ヌーオロ県 - ヌーオロ
- オリスターノ県 - オリスターノ
- サッサリ県 - サッサリ
- 南サルデーニャ県（英語版、イタリア語版） - カルボーニア

## シチリア州（特別自治州）
2015年に3つの大都市が発足し、それ以外の県もコムーネ自治組合 (Libero consorzio comunale) として改変された。
- アグリジェント県（コムーネ自治組合） - アグリジェント
- エンナ県（コムーネ自治組合） - エンナ
- カターニア県（大都市） - カターニア
- カルタニッセッタ県（コムーネ自治組合） - カルタニッセッタ
- シラクーザ県（コムーネ自治組合） - シラクサ
- トラーパニ県（コムーネ自治組合） - トラーパニ
- パレルモ県（大都市） - パレルモ（州都）
- メッシーナ県（大都市） - メッシーナ
- ラグーザ県（コムーネ自治組合） - ラグーザ

## トスカーナ州
- アレッツォ県 - アレッツォ
- グロッセート県 - グロッセート
- シエーナ県 - シエーナ
- ピサ県 - ピサ
- ピストイア県 - ピストイア
- フィレンツェ県（大都市） - フィレンツェ（州都）
- プラート県 - プラート
- マッサ＝カッラーラ県 - マッサ
- リヴォルノ県 - リヴォルノ
- ルッカ県 - ルッカ

## トレンティーノ＝アルト・アディジェ州（特別自治州）
- トレント自治県 - トレント（州都）
- ボルツァーノ自治県 - ボルツァーノ

## バジリカータ州
- ポテンツァ県 - ポテンツァ（州都）
- マテーラ県 - マテーラ

## ピエモンテ州
- アスティ県 - アスティ
- アレッサンドリア県 - アレッサンドリア
- ヴェルチェッリ県 - ヴェルチェッリ
- ヴェルバーノ・クジオ・オッソラ県 - ヴェルバーニア
- クーネオ県 - クーネオ
- トリノ県（大都市） - トリノ（州都）
- ノヴァーラ県 - ノヴァーラ
- ビエッラ県 - ビエッラ

## プーリア州
- ターラント県 - ターラント
- バーリ県（大都市） - バーリ（州都）
- バルレッタ＝アンドリア＝トラーニ県 - バルレッタ、アンドリア、トラーニ
- フォッジャ県 - フォッジャ
- ブリンディジ県 - ブリンディジ
- レッチェ県 - レッチェ

## フリウリ＝ヴェネツィア・ジュリア州（特別自治州）
フリウリ＝ヴェネツィア・ジュリア州では2017年に自治体としての県が廃止された（選挙区の単位などの地理的呼称としては残された）。
- ウーディネ県（廃止） - ウーディネ
- ゴリツィア県（廃止） - ゴリツィア
- トリエステ県（廃止） - トリエステ（州都）
- ポルデノーネ県（廃止） - ポルデノーネ

## マルケ州
- アスコリ・ピチェーノ県 - アスコリ・ピチェーノ
- アンコーナ県 - アンコーナ（州都）
- フェルモ県 - フェルモ
- ペーザロ・エ・ウルビーノ県 - ペーザロ
- マチェラータ県 - マチェラータ

## モリーゼ州
- イゼルニア県 - イゼルニア
- カンポバッソ県 - カンポバッソ（州都）

## ラツィオ州
- ヴィテルボ県 - ヴィテルボ
- フロジノーネ県 - フロジノーネ
- ラティーナ県 - ラティーナ
- リエーティ県 - リエーティ
- ローマ県（大都市） - ローマ（州都）

## リグーリア州
- インペリア県 - インペリア
- サヴォーナ県 - サヴォーナ
- ジェノヴァ県（大都市） - ジェノヴァ（州都）
- ラ・スペツィア県 - ラ・スペツィア

## ロンバルディア州
- ヴァレーゼ県 - ヴァレーゼ
- クレモナ県 - クレモナ
- コモ県 - コモ
- ソンドリオ県 - ソンドリオ
- パヴィーア県 - パヴィーア
- ブレシア県 - ブレシア
- ベルガモ県 - ベルガモ
- マントヴァ県 - マントヴァ
- ミラノ県（大都市） - ミラノ（州都）
- モンツァ・エ・ブリアンツァ県 - モンツァ
- レッコ県 - レッコ
- ローディ県 - ローディ